# Parlement van de Franse Gemeenschap (samenstelling 1999-2004)
Dit is een lijst van leden van het Parlement van de Franse Gemeenschap van de legislatuur 1999-2004. Het Parlement van de Franse Gemeenschap telt 94 leden. Deze leden zijn de 75 leden van het Waals Parlement, verkozen bij de Waalse verkiezingen van 13 juni 1999, en 19 leden die deel uitmaken van de Franse taalgroep van het Brussels Hoofdstedelijk Parlement. Deze 19 leden raakten verkozen bij de Brusselse gewestverkiezingen van 13 juni 1999. De legislatuur ging van start op 6 juli 1999 en eindigde op 11 mei 2004.
Tijdens deze legislatuur is de regering-Hasquin in functie, die steunt op een meerderheid van PS, PRL-FDF-MCC/MR en Ecolo. De oppositiepartijen zijn dus PSC/cdH en FN.

## Samenstelling
| Begin legislatuur (1999) | Begin legislatuur (1999) | Begin legislatuur (1999) | Einde legislatuur (2004) | Einde legislatuur (2004) | Einde legislatuur (2004) |
| Fractie                  | Fractie                  | Zetels                   | Fractie                  | Fractie                  | Zetels                   |
| ------------------------ | ------------------------ | ------------------------ | ------------------------ | ------------------------ | ------------------------ |
|                          | PRL-FDF-MCC              | 30                       |                          | MR                       | 30                       |
|                          | PS                       | 29                       |                          | PS                       | 28                       |
|                          | Ecolo                    | 18                       |                          | Ecolo                    | 18                       |
|                          | PSC                      | 16                       |                          | cdH                      | 16                       |
|                          | Front National           | 1                        |                          | Front National           | 1                        |
|                          |                          |                          |                          | Onafhankelijk            | 1                        |

Wijzigingen in fractiesamenstelling: 
- In 2001 verlaat André Navez de PS-fractie en gaat als onafhankelijke zetelen.

## Lijst van de parlementsleden
| Volksvertegenwoordiger      | Kieskring                | Fractie | Opmerkingen |
| --------------------------- | ------------------------ | ------- | --- |
| Patrick Avril               | Luik                     | PS      | Vervangt vanaf 19 juli 1999 Laurette Onkelinx, die minister in de Federale regering wordt. |
| Maurice Bayenet             | Dinant-Philippeville     | PS      | |
| Richard Biefnot             | Bergen                   | PS      | |
| Maurice Bodson              | Zinnik                   | PS      | |
| Robert Collignon            | Hoei-Borgworm            | PS      | Werd van 19 juli 1999 tot 4 april 2000 als minister in de Franse Gemeenschapsregering vervangen door Micheline Toussaint-Richardeau. |
| Frédéric Daerden            | Luik                     | PS      | Vervangt vanaf 19 juli 1999 José Happart, die minister in de Waalse Regering wordt. |
| Freddy Deghilage            | Bergen                   | PS      | Ondervoorzitter vanaf 25 april 2000. |
| Marc de Saint Moulin        | Zinnik                   | PS      | Vervangt vanaf 20 februari 2001 Willy Taminiaux, die burgemeester van La Louvière wordt. Van 25 april 2000 tot 1 januari 2001 verving de Saint Moulin ook al Taminiaux, toen die minister in de Franse Gemeenschapsregering was. Deze laatste was van 13 juli 1999 tot 4 april 2000 tevens parlementsvoorzitter.                          |
| Nicole Docq                 | Namen                    | PS      | Vervangt vanaf 20 februari 2001 Bernard Anselme, die burgemeester van Namen wordt. |
| Paul Ficheroulle            | Charleroi                | PS      | Vervangt vanaf 19 juli 1999 Jean-Claude Van Cauwenberghe, die minister in de Waalse Regering wordt. |
| Didier Donfut               | Bergen                   | PS      | |
| Michel Filleul              | Charleroi                | PS      | Vervangt vanaf 30 september 2003 Christian Dupont, die minister in de Franse Gemeenschapsregering wordt. Dupont was voorzitter van de PS-fractie tot 15 juli 2003. |
| Paul Furlan                 | Thuin                    | PS      | |
| Gil Gilles                  | Namen                    | PS      | |
| Gustave Hofman              | Luik                     | PS      | |
| Jean-François Istasse       | Verviers                 | PS      | Voorzitter van de commissie Internationale Betrekkingen en Europese Aangelegenheden en vanaf 30 september 2003 voorzitter van de PS-fractie. |
| Jean-Marie Léonard          | Luik                     | PS      | Secretaris. |
| Robert Meureau              | Hoei-Borgworm            | PS      | |
| Jean Namotte                | Luik                     | PS      | |
| Jean-Pierre Perdieu         | Doornik-Aat-Moeskroen    | PS      | |
| Francis Poty                | Charleroi                | PS      | Voorzitter van de commissie Hoger Onderwijs en Wetenschappelijk Onderzoek. |
| André Bailly                | Verviers                 | PS      | Vervangt vanaf 12 december 2000 Edmund Stoffels, die als Duitstalige niet meer in het Parlement van de Franse Gemeenschap mag zetelen. |
| Pierre Wacquier             | Doornik-Aat-Moeskroen    | PS      | Vervangt vanaf 12 juni 2003 Annick Saudoyer, die lid wordt van de Kamer van volksvertegenwoordigers. Saudoyer verving van 27 maart 2001 tot 12 juni 2003 Christian Massy, die burgemeester van Doornik werd. Massy verving op zijn beurt van 19 juli 1999 tot 27 maart 2001 federaal minister Rudy Demotte.                               |
| Léon Walry                  | Nijvel                   | PS      | |
| André Navez                 | Thuin                    | PS      | Zetelt vanaf 27 maart 2001 als onafhankelijke. |
| Michel Moock                | Brussel                  | PS      | Vervangt vanaf 20 juli 1999 Françoise Dupuis, die minister in de Franse Gemeenschapsregering wordt. |
| Sfia Bouarfa                | Brussel                  | PS      | Secretaris. |
| Mohamed Daif                | Brussel                  | PS      | |
| Isabelle Emmery             | Brussel                  | PS      | Vervangt vanaf 22 januari 2002 Michèle Carthé, die voltijds lid wordt van het Brussels Hoofdstedelijk Parlement. |
| Claude Ancion               | Luik                     | PRL     | |
| Chantal Bertouille          | Doornik-Aat-Moeskroen    | PRL     | Voorzitter van de commissie Onderwijs vanaf 13 november 2001. |
| Jean Bock                   | Aarlen-Marche-Bastenaken | PRL     | |
| Pierre Boucher              | Nijvel                   | PRL     | |
| Véronique Cornet            | Charleroi                | PRL     | |
| André Damseaux              | Verviers                 | PRL     | Ondervoorzitter tot 4 april 2000. |
| Jean-Pierre Dardenne        | Aarlen-Marche-Bastenaken | PRL     | |
| Christine Defraigne         | Luik                     | PRL     | Vervangt vanaf 19 juli 1999 Michel Foret, die minister in de Waalse Regering wordt. |
| Philippe Fontaine           | Charleroi                | PRL     | Voorzitter van de commissie Onderwijs tot 16 oktober 2001. |
| Claudy Huart                | Doornik-Aat-Moeskroen    | PRL     | Vervangt vanaf 16 mei 2000 de overleden Jean-Pierre Dauby. |
| Michel Joiret               | Hoei-Borgworm            | PRL     | Vervangt vanaf 30 september 2003 Hervé Jamar, die staatssecretaris in de Federale regering wordt. Jamar zelf verving van 19 juli 1999 tot 15 juli 2003 Pierre Hazette, die minister in de Franse Gemeenschapsregering werd. |
| Michel Huin                 | Thuin                    | PRL     | Vervangt vanaf 6 juli 1999 Daniel Ducarme, die verkiest om in het Europees Parlement te zetelen. Huin was voorzitter van de commissie Financiën, Begroting, Algemene Zaken, Organisatie van de Assemblee, Reglement en Boekhouding. |
| Gérard Mathieu              | Neufchâteau-Virton       | PRL     | |
| Richard Miller              | Bergen                   | PRL     | Werd van 17 oktober 2000 tot 6 juni 2003 als minister in de Franse Gemeenschapsregering vervangen door Pierre Fortez. Miller was voorzitter van de PRL-FDF-MCC-fractie tot 12 juli 1999 en parlementsvoorzitter van 4 april tot 17 oktober 2000.                                                                                          |
| Marcel Neven                | Luik                     | PRL     | Secretaris. |
| Jacques Otlet               | Nijvel                   | PRL     | Vervangt vanaf 19 juli 1999 Serge Kubla, die minister in de Waalse Regering wordt. |
| Florine Pary-Mille          | Zinnik                   | PRL     | |
| Guy Saulmont                | Dinant-Philippeville     | PRL     | |
| Annie Servais-Thysen        | Luik                     | PRL     | |
| Jean-Marie Severin          | Namen                    | PRL     | Werd van 19 juli 1999 tot 17 oktober 2000 als minister in de Waalse Regering vervangen door Patrick Bioul. Parlementsvoorzitter van 17 oktober 2000 tot 15 oktober 2001. |
| Jean-Paul Wahl              | Nijvel                   | PRL     | Voorzitter van de PRL-FDF-MCC/MR-fractie vanaf 13 juli 1999. |
| Amina Derbaki Sbaï          | Brussel                  | FDF     | Vervangt vanaf 19 juli 1999 Eric André (PRL), die staatssecretaris in de Brusselse Hoofdstedelijke Regering wordt. |
| François Roelants du Vivier | Brussel                  | FDF     | Vervangt vanaf 21 november 2000 Alain Zenner (PRL), die regeringscommissaris in de Federale regering wordt. |
| Olivier de Clippele         | Brussel                  | PRL     | |
| Françoise Schepmans         | Brussel                  | PRL     | Vervangt vanaf 16 oktober 2001 Philippe Smits (PRL), die voltijds lid van het Brussels Hoofdstedelijk Parlement wordt. Smits zelf verving van 19 juli 1999 tot 16 oktober 2001 Willem Draps, die ook voltijds lid van het Brussels Hoofdstedelijk Parlement werd. Schepmans was parlementsvoorzitter van 16 oktober 2001 tot 5 juli 2004. |
| Didier van Eyll             | Brussel                  | FDF     | Secretaris. |
| Isabelle Molenberg          | Brussel                  | FDF     | |
| Françoise Bertieaux         | Brussel                  | PRL     | Vervangt vanaf 19 juli 1999 Martine Payfa (FDF), die voltijds lid van het Brussels Hoofdstedelijk Parlement wordt. |
| Caroline Persoons           | Brussel                  | FDF     | Vervangt vanaf 19 juli 1999 Jean-Pierre Cornelissen (FDF), die voltijds lid van het Brussels Hoofdstedelijk Parlement wordt. |
| Alain Zenner                | Brussel                  | PRL     | Vervangt vanaf 15 juli 2003 Marion Lemesre (PRL), die voltijds lid wordt van het Brussels Hoofdstedelijk Parlement. Lemesre verving van 1 tot 15 juli 2003 Armand De Decker (PRL), die lid werd van de Belgische Senaat. Van 6 juli 1999 tot 21 november 2000 was Zenner ook lid van het Parlement van de Franse Gemeenschap.             |
| André Antoine               | Nijvel                   | PSC     | |
| André Bouchat               | Aarlen-Marche-Bastenaken | PSC     | |
| Christian Brotcorne         | Doornik-Aat-Moeskroen    | PSC     | Vervangt vanaf 10 december 2002 de overleden Georges Sénéca. |
| Philippe Charlier           | Charleroi                | PSC     | Ondervoorzitter. |
| Anne-Marie Corbisier-Hagon  | Charleroi                | PSC     | Voorzitter van de PSC/cdH-fractie. |
| Michel de Lamotte           | Luik                     | PSC     | Vervangt vanaf 27 maart 2001 William Ancion, die schepen van Luik wordt. |
| Jacques Étienne             | Namen                    | PSC     | |
| Guy Hollogne                | Zinnik                   | PSC     | |
| Marc Elsen                  | Verviers                 | PSC     | Vervangt vanaf 23 april 2002 Elmar Keutgen, die als Duitstalige niet meer in het Parlement van de Franse Gemeenschap mag zetelen. |
| Michel Lebrun               | Dinant-Philippeville     | PSC     | |
| Albert Liénard              | Bergen                   | PSC     | Voorzitter van de commissie Gezondheid, Sociale Zaken, Sport en Jeugdhulp. |
| André Namotte               | Luik                     | PSC     | Vervangt vanaf 22 mei 2001 Ghislain Hiance, die op pensioen gaat. |
| Pierre Scharff              | Neufchâteau-Virton       | PSC     | |
| René Thissen                | Verviers                 | PSC     | |
| Denis Grimberghs            | Brussel                  | PSC     | |
| Julie De Groote             | Brussel                  | PSC     | |
| Alain Sadaune               | Charleroi                | FN      | |
| Marie-Rose Cavalier-Bohon   | Namen                    | Ecolo   | Vervangt vanaf 29 februari 2000 Philippe Defeyt, die federaal secretaris van Ecolo wordt. |
| Marcel Cheron               | Nijvel                   | Ecolo   | Voorzitter van de Ecolo-fractie. |
| Xavier Desgain              | Charleroi                | Ecolo   | |
| Michel Guilbert             | Doornik-Aat-Moeskroen    | Ecolo   | |
| Jean-Claude Hans            | Hoei-Borgworm            | Ecolo   | Vervangt vanaf 30 september 2003 Jean-Michel Javaux, die federaal secretaris van Ecolo wordt. |
| Pierre Hardy                | Namen                    | Ecolo   | |
| Philippe Henry              | Luik                     | Ecolo   | Secretaris tot 30 januari 2001 en ondervoorzitter van 30 januari 2001 tot 30 september 2003. |
| Daniel Josse                | Bergen                   | Ecolo   | Voorzitter van de commissie Cultuur, Audiovisuele Media en Bioscopen. |
| Alain Pieters               | Luik                     | Ecolo   | Vervangt vanaf 20 juli 1999 Nicole Maréchal, die minister in de Franse Gemeenschapsregering wordt. |
| Daniel Smeets               | Verviers                 | Ecolo   | |
| Luc Tiberghien              | Doornik-Aat-Moeskroen    | Ecolo   | |
| Alain Trussart              | Nijvel                   | Ecolo   | Vervangt vanaf 15 oktober 2002 Marc Hordies, die federaal secretaris van Ecolo wordt. Trussart is secretaris vanaf 30 september 2003. |
| Monique Vlaminck-Moreau     | Charleroi                | Ecolo   | |
| Bernard Wesphael            | Luik                     | Ecolo   | |
| Bernadette Wynants          | Brussel                  | Ecolo   | Secretaris van 30 januari 2001 tot 30 september 2003 en ondervoorzitter vanaf 30 september 2003. |
| Paul Galand                 | Brussel                  | Ecolo   | |
| Anne-Françoise Theunissen   | Brussel                  | Ecolo   | Vervangt vanaf 15 oktober 2002 Christos Doulkeridis, die Ecolo-fractieleider in het Brussels Hoofdstedelijk Parlement wordt. Doulkeridis was ondervoorzitter tot 30 januari 2001. |
| Fouad Lahssaini             | Brussel                  | Ecolo   | |